# Bernardo de Brito

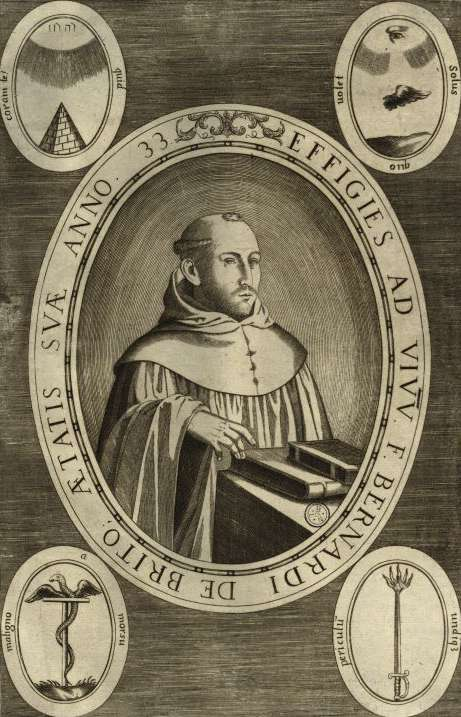
Grabado de Bernardo de Brito a sus 33 años

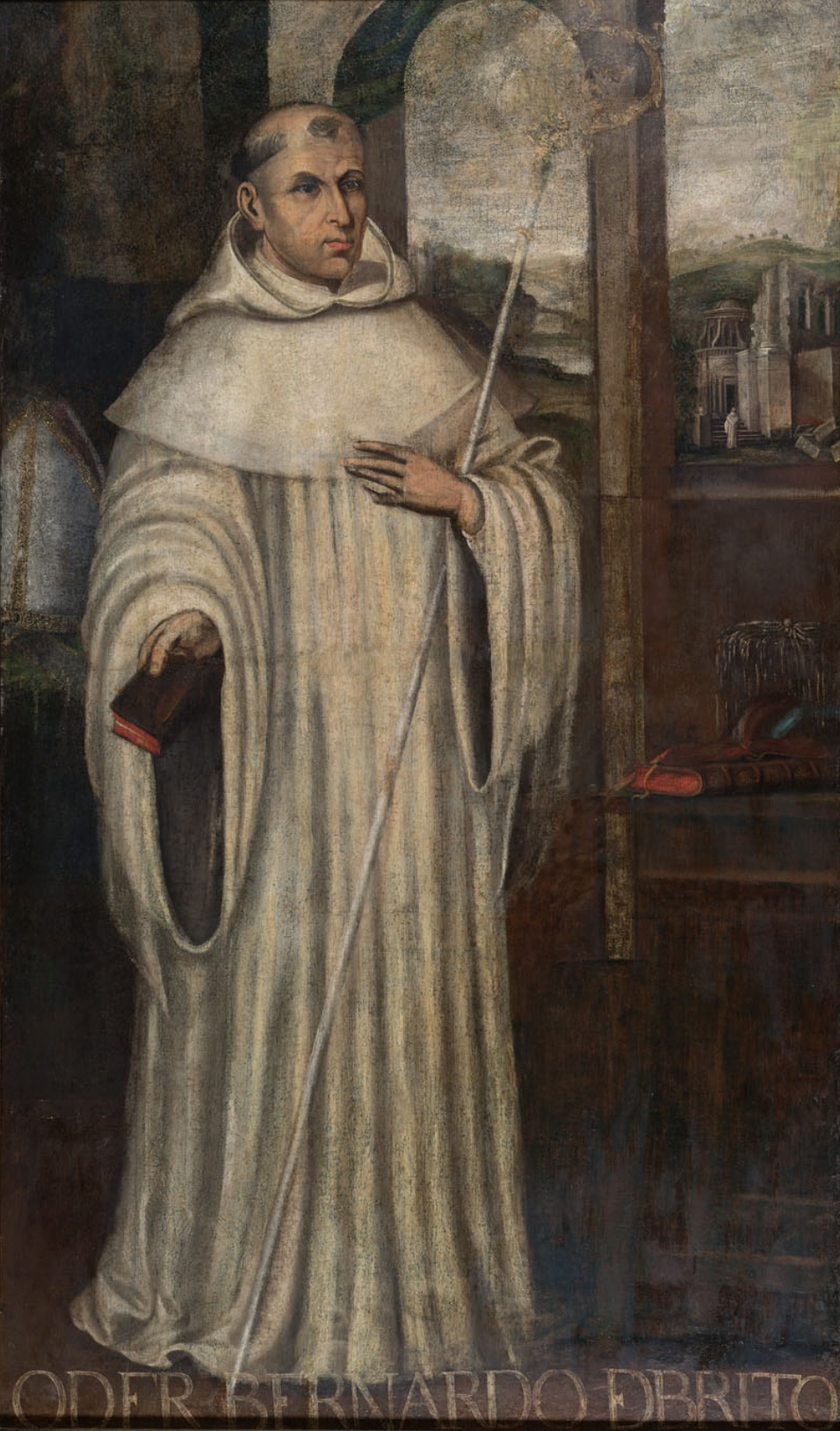
Bernardo de Brito, O. Cist.

Bernardo de Brito, también conocido como Fray Bernardo de Brito o Bartasar de Brito y Andrade (Almeida, 1569 - ib., 1617), fue un clérigo cisterciense e historiador portugués.

## Biografía
Fray Bernardo de Brito nació en Almeida, y fue llamado en el siglo Baltasar de Brito e Andrade o Brito de Andrade. Su padre fue el capitán Pedro Cardoso de Andrade, quien sirvió y se destacó en las guerras de Italia y Flandes, Maestro de Campo, que murió después de cinco tiros y nueve disparos de escopeta en la Batalla de Amberes el 20 de abril de 1587 y yace en San Francisco de Milán, en el Ducado de Milán, y su esposa Maria de Brito e Andrade, hija de Francisco Garcés, natural de Almeida, y su esposa Catarina de Brito y Andrade, hermana de Rui de Andrade Freire, alcalde del Castillo de Almeida y Frontera de Ribacoa.
Su padre tenía pensado para Bernardo que siguiera la carrera de armas. Fue enviado por él a estudiar a Italia, donde estudió en Roma, en los Estados Pontificios, y en Florencia, en Toscana, y allí se familiarizó con las lenguas latina, italiana y francesa.
De regreso a Portugal, decidió ingresar en la Orden del Císter, y profesó votos en la Abadía de Alcobasa, el 23 de febrero de 1585, con el nombre de Bernardo de Brito, en honor del reformador de su Orden, San Bernardo de Claraval, destacándose por su conocimiento del latín, italiano, francés y español.
Inició un proyecto para escribir una monumental Historia de Portugal en ocho volúmenes, desde sus orígenes hasta su época, la Monarchia Lusytana. En 1597, a la edad de 28 años, publicó el Primer volumen con la Primera Parte de la Monarchia Lusytana, dedicada al rey Felipe I de Portugal. Habiendo complacido al Monarca, fue animado a continuar la obra por Carta Regia de 3 de abril de 1597, por lo cual publicó el Segundo volumen con la Segunda Parte en 1609. Tras su muerte, la obra fue continuada desde el Tercer volumen hasta el Cuarto volumen de la Cuarta Parte por fray Antonio Brandao.
Nombrado cronista de la Orden del Cister en 1606. Tras la muerte de Francisco de Andrade, autor de la Crónica de Juan III y Cronista Mayor del Reino de Portugal, fue nombrado el 12 de julio de 1614 o 1616 por el rey Felipe II de Portugal como su sucesor en el cargo. Nominado varias veces para el cargo de obispo, siempre rechazó la propuesta.
Sus restos fueron sepultados en el Monasterio de Aguiar y, posteriormente, en 1649, trasladado al Convento de Alcobasa, donde permanecieron en la Casa del capítulo.

## Obra
- Crónica de Cister (Lisboa, 1602), primera parte;
- Elogio dos Reis de Portugal (Lisboa, 1603);
- Sílvia de Lisardo (Lisboa, 1597), obra poética.

- Datos: Q3638813
- Multimedia: Bernardo de Brito / Q3638813